# Senožeče
Senožeče – wieś w gminie Divača, która należy do jednostki samorządowej Sežana. Znajduje się w słoweńskim regionie Primorska.
Miejscowość powstała przy niegdyś ważnej drodze, która wiodła z Primorski do Krainy. W średniowieczu Senožeče były początkowo lennem Patriarchatu Akwilei, posiadłością rodu (von) Duino; odziedziczył je po nich w 1399 ród von Walsee. W 1470/72 Reinprecht, ostatni von Walsee, sprzedał Senožeče z zamkiem, mytem i innymi dobrami habsburskiemu cesarzowi Fryderykowi III. Zamek ten stał tu na wzniesieniu nad miejscowością prawdopodobnie już w połowie XII w., po raz pierwszy wspominany na pewno w 1275 jako zamek Snosetsch. Uszkodzony został podczas najazdów tureckich, ostatecznie zniszczony zaś w katastrofalnym trzęsieniu ziemi w 1511. Zastąpił go pałac u podnóża miejskiego wzgórza, który w XVII w. wybudowała szlachecka rodzina Porzia i który służył od 1869 jako siedziba sądu okręgowego, także on jest teraz w ruinie. Po dobudowaniu południowej kolei, która okrążyła miejscowość, Senožeče, znane niegdyś z targów drzewem i zwierzętami, zaczęły gospodarczo podupadać.
Po I wojnie światowej weszły, jak cała Wenecja Julijska, w skład Królestwa Włoch; toponim został zitalianizowany na Senosechhia, a gmina została włączona do okręgu Postojna prowincji Triest.
Po II wojnie światowej terytorium weszło w skład Jugosławii; w miejscowości powstały dwie fabryki, tekstylna i samochodowa.
W miejscowości stoi parafialny kościół św. Bartłomieja, należący do diecezji koperskiej.
Urodził się tu szermierz olimpijski Rudolf Cvetko oraz przywódca partyzancki Danilo Zelen.
Senožeče są też punktem Słoweńskiego Szlaku Górskiego, który prowadzi z Razdrta przez wieś na Vremščicę. W pobliskiej okolicy wiedzie leśny szlak edukacyjny Djestence o długości 2850 m.